# 理民府
理民府（りみんふ、英語: District Office，1907年9月 - 1982年10月1日）は、イギリスによって香港の新界に設置された地方行政機構。南京条約、北京条約によって割譲を受けた香港島・九龍の両地区とは異なり、新界地区は1898年に展拓香港界址専条により租借された土地であり、清朝の潜在的主権が保留されていた。またその接収時には現地住民の強い抵抗を受けたため（新界六日戦争）、新たな支配者であるイギリスは大清律例に代表される清朝の法慣習や、自律性の高い原居民の伝統と利益とに配慮しなければならなかった。そのため新界には香港島・九龍の「市区」とは異なる統治機構の設置が必要とされ、管轄区毎に行政・司法について広範な権限を有することになった。
九龍に隣接する地域の市街地化（新九龍）が進み、また戦後にはニュータウン開発が各地で進められていくと、香港政庁の新界に対する態度を反映して各理民府の管轄範囲や職権も大きく変化していく。最終的に1982年、政務総署（英語: City and New Territories Administration）を頂点として市区・新界の地方行政組織は政務処（英語: District Office）の名で統合され、両者の区分は消失した。

## 沿革
- 1899年4月16日：イギリスは新界を接収し、新界を八つの約に区分した。
- 1907年9月：新界理民府が成立。新界の業務を総覧する理民官の下に北約と南約の2つの管轄区を設置した。北約助理田土官は「北約助理理民官」と改称されたが、南約助理田土官の名称は維持された。北約理民府は大埔（沙田も含む）、上粉沙打（上水、粉嶺、沙頭角、打鼓嶺。北区の前身）、西貢、元朗、青山（屯門の前身）を、南約理民府では新九龍、荃湾（葵涌、青衣、馬湾を含む）、離島を管轄した。
- 1910年2月：南約助理田土官を「南約副理民官」に改称。ただしその権限・地位は理民官及び北約助理理民官と同等であった[1]。
- 1920年：南約副理民官の正式名称が「南約理民官」となる[1]。
- 1928年8月：南約・北約の両理民府が合併[1]。
- 1930年7月：南約・北約の理民府が再び分立[1]。
- 1945年9月13日：香港におけるイギリスの施政権が復活。戦後直後の軍政府は南約と北約の2つが別々に行政を管轄していた従来の慣行に代わり、南北の理民府を再び統合した。単一の新界理民府と理民官が置かれ、その下位に南約・北約それぞれの助理理民官が置かれた[1]。
- 1947年7月：北約助理理民官が大埔・元朗の2つの理民官に分割。元朗理民府は元朗と青山、大埔理民府は大埔、沙田、上粉沙打、西貢を管轄した。西貢の中心市街である西貢墟は北約から南約へと移管された[1]。
- 1948年12月15日：新界理民府は「新界民政署（中国語版）（英語: New Territories District Commission）」と改称されて全ての理民府を管理し、同時に3つの助理理民官は理民官へと昇格した[2]。
- 1957年10月18日：南約理民府内に理民官を増設（ジェームズ・ヘイズ（英語版））。事務所は梅窩に置かれ、離島における南約理民府の事務を補助した。管轄範囲は長洲島、大澳、梅窩、坪洲、東涌、南丫島南段、南丫島北段、大嶼山。もう一人の理民官（ハル・ミラー（英語版））は荃湾、青衣、馬湾、坑口および西貢の南約管轄範囲を管理した[1]。
- 1958年10月10日：荃湾のニュータウン開発にともない、南約理民府から荃湾理民府が分離し、荃湾、青衣、馬湾を管理した[1]。南約理民府は西貢、坑口、大嶼山および一帯の離島を管轄[3]。
- 1960年11月27日：南約理民府が解散され、西貢・離島の2つの理民府が成立[4]。西貢理民府は西貢と坑口、離島理民府は大嶼山とその一帯の離島を管轄した。
- 1961年：理民府に設けられた裁判司法庭が廃止される。
- 1963年7月15日：白沙湾淡水化計画が放棄されたことにより、西貢・離島の両理民府が再度合併。南約理民府が復活する[5]。
- 1969年11月1日：南約理民府の業務過多に対応するため、南約理民府が再び西貢理民府と離島理民府に分割される[6]。
- 1974年4月1日：沙田理民府が大埔理民府から、青山理民府（後の屯門理民府）が元朗理民府から分離[7]。
- 1974年11月：新界政務署（中国語版）（英語: New Territories Administration）が新界民政署に代わり、7つの理民府を管轄。
- 1979年10月1日：北区理民府が大埔理民府より分離、上水、粉嶺、沙頭角、打鼓嶺を管轄[8]。
- 1981年4月1日：政庁は地方行政計画（中国語版）（英語: District Administration Scheme）を実施。新界各区に区議会を設置したが、理民府は運用が続けられた。
- 1982年10月1日：政務総署の下で新界の各理民府および香港島・九龍の民政処は統合され、各区には「民政事務処（中国語版）」が置かれた。新界理民府首長である「理民官」と港九民政処首長である「民政専員」は「政務専員」へと、副理民官と港九的民政主任は「政務主任」へと改称された[9]。従来理民府の職掌であった新界の土地に関する事務は、新界各区の地政処へと移管された。

### 組織上の変遷
|                | 大埔区     | 北区       | 沙田区     | 元朗区     | 屯門区     | 西貢区     | 離島区     | 荃湾区、葵青区 |
| -------------- | ---------- | ---------- | ---------- | ---------- | ---------- | ---------- | ---------- | -------------- |
| 1907年－1928年 | 北約理民府 | 北約理民府 | 北約理民府 | 北約理民府 | 北約理民府 | 北約理民府 | 南約理民府 | 南約理民府     |
| 1928年－1930年 | 新界理民府 | 新界理民府 | 新界理民府 | 新界理民府 | 新界理民府 | 新界理民府 | 新界理民府 | 新界理民府     |
| 1930年－1941年 | 北約理民府 | 北約理民府 | 北約理民府 | 北約理民府 | 北約理民府 | 北約理民府 | 南約理民府 | 南約理民府     |
| 1941年－1945年 | 日本軍政期 | 日本軍政期 | 日本軍政期 | 日本軍政期 | 日本軍政期 | 日本軍政期 | 日本軍政期 | 日本軍政期     |
| 1945年－1948年 | 新界理民府 | 新界理民府 | 新界理民府 | 新界理民府 | 新界理民府 | 新界理民府 | 新界理民府 | 新界理民府     |
| 1948年－1958年 | 大埔理民府 | 大埔理民府 | 大埔理民府 | 元朗理民府 | 元朗理民府 | 南約理民府 | 南約理民府 | 南約理民府     |
| 1958年－1960年 | 大埔理民府 | 大埔理民府 | 大埔理民府 | 元朗理民府 | 元朗理民府 | 南約理民府 | 南約理民府 | 荃湾理民府     |
| 1960年－1963年 | 大埔理民府 | 大埔理民府 | 大埔理民府 | 元朗理民府 | 元朗理民府 | 西貢理民府 | 離島理民府 | 荃湾理民府     |
| 1963年－1969年 | 大埔理民府 | 大埔理民府 | 大埔理民府 | 元朗理民府 | 元朗理民府 | 南約理民府 | 南約理民府 | 荃湾理民府     |
| 1969年－1974年 | 大埔理民府 | 大埔理民府 | 大埔理民府 | 元朗理民府 | 元朗理民府 | 西貢理民府 | 離島理民府 | 荃湾理民府     |
| 1974年－1979年 | 大埔理民府 | 大埔理民府 | 沙田理民府 | 元朗理民府 | 屯門理民府 | 西貢理民府 | 離島理民府 | 荃湾理民府     |
| 1979年－1982年 | 大埔理民府 | 北區理民府 | 沙田理民府 | 元朗理民府 | 屯門理民府 | 西貢理民府 | 離島理民府 | 荃湾理民府     |

## 職責
理民府の主管は理民官であり、新界政務司（英語: Secretary for the New Territories。1948年から1974年までは新界民政署長District Commissioner, New Territories）に対して責任を負った。理民府の職責範囲は広範にわたり、新界地区の一般的な行政のほかにも、以下の業務を担当した：
- 土地登記と売買登記[11]
- 土地収用の賠償
- 紛争の仲裁
- 少額訴訟の判決
- 土地問題の処理
- 顧問委員の任命
- 政庁に対し地域社会を代弁してその利益を要求
- 地域に対して政庁の政策プログラムを説明し、支持を要求
- 新界における様々な政府部門の仕事を調整
- 政治情報の収集
- 違法建築の管理
- 地域開発の奨励と援助（各種建設プロジェクトを含む）
- 教育の発展を援助
- 緊急事態にまつわる様々な救援活動の組織化
- 社会福祉問題の処理
- 駐香港英軍との連絡調整

このほか、第二次世界大戦前まで理民府には郵便局が付属しており、およそ新界における大小様々な事務の全てがその管轄内にあった。

## 庁舎
北約理民府の庁舎は1907年頃、大埔運頭角里に建てられた（旧北区理民府。現在はスカウト香港連盟新界東地域総部として使用されている）。南約理民府庁舎は新界地区になく、九龍・ガスコイン・ロードの九龍巡理府に設けられていた。1967年12月には巡理府が手狭になったため、新築された九龍政府合署17 - 19階へ移転した。

## 歴代の理民官（1948年以降）

### 南約理民官
| 姓名                                                                       | 就任           | 離任           | 備考                                                  |
| -------------------------------------------------------------------------- | -------------- | -------------- | ----------------------------------------------------- |
| ジェームス・ティンカー・ウェイクフィールド James Tinker Wakefield 韋輝     | 1948年3月20日  | 1950年3月6日   |                                                       |
| 徐家祥 Paul Tsui Ka-cheung 徐家祥                                          | 1950年3月6日   | 1951年5月25日  |                                                       |
| コリン・ジョージ・メルヴィン・モリソン Colin George Mervyn Morrison 莫禮臣 | 1951年5月25日  | 1953年5月2日   |                                                       |
| オースティン・コーツ Austin Coates 高志                                    | 1953年5月2日   | 1955年7月22日  |                                                       |
| 鄭棟材 T.C. Cheng 鄭棟材                                                   | 1955年7月22日  | 1956年10月14日 |                                                       |
| 施偉賢 John Joseph Swaine 施偉賢                                           | 1956年10月14日 | 1957年3月11日  |                                                       |
| アーサー・パトリック・リチャードソン Arthur Patrick Richardson 李作新      | 1957年3月11日  | 1957年10月18日 |                                                       |
| ジェームズ・ヘイズ James William Hayes 許舒                                | 1957年10月18日 | 1960年11月27日 |                                                       |
| 一時的に廃止（1960年11月〜1963年7月）                                      |                |                |                                                       |
| ヘンリー・マイケル・アラン・ブリストー Henry Michael Alan Bristow 費士陶   | 1963年7月15日  | 1965年3月26日  |                                                       |
| チャールズ・ピーター・キーリング Charles Peter Keeling 紀寧                | 1965年3月26日  | 1965年9月6日   |                                                       |
| ジョン・デヴィッド・ド・ピュリー John David de Pury 潘禮                   | 1965年9月6日   | 1967年2月24日  |                                                       |
| エドワード・バリー・ウィッガム Edward Barrie Wiggham 屈珩                  | 1967年2月24日  | 1969年5月30日  |                                                       |
| ニコラス・スティーブン・ターンブル Nicolas Stephen Turnbull 段本良         | 1969年5月30日  | 1969年10月31日 | 1969年11月1日に南約理民府廃止に伴い、西貢理民官に改任 |

### 荃湾理民官
| 姓名                                                                                | 就任           | 離任          | 備註 |
| ----------------------------------------------------------------------------------- | -------------- | ------------- | --- |
| ヒラリー・ダッパ・ミラー Hilary Duppa Miller 梅立                                   | 1958年10月10日 | 1961年5月8日  | |
| スチュアート・アルフレッド・ウェッブ＝ジョンソン Steuart Alfred Webb-Johnson 韋忠信 | 1961年5月9日   | 1965年6月1日  | |
| グラハム・バーンズ Graham Barnes 班禮士                                             | 1965年6月1日   | 1967年4月1日  | |
| ジェレミー・チャールズ・ヘンリー・マリオット Jeremy Charles Henry Marriott 馬禮樂   | 1967年4月1日   | 1967年12月1日 | |
| グラハム・バーンズ Graham Barnes 班禮士                                             | 1967年12月1日  | 1971年3月8日  | |
| ジョン・スチュアート・ウォーレン John Steward Warren 華倫                           | 1971年3月8日   | 1975年3月24日 | |
| ジェームズ・ヘイズ James William Hayes 許舒                                         | 1975年3月24日  | 1982年2月15日 | 1976年6月23日からは荃湾市鎮専員も兼任 |
| ハーミッシュ・マクロード Hamish Macleod 麥高樂                                      | 1982年2月15日  | 1982年7月8日  | 1982年4月1日から、荃湾市鎮専員は荃湾高級政務専員に改称され、荃湾理民官の兼任はなくなった。マクロードは1983年2月6日に荃湾高級政務専員から退任 |
| 鍾麗幗 Elaine Chung Lai Kwok 鍾麗幗                                                 | 1982年7月9日   | 1984年4月8日  | |

### 西貢理民官
| 姓名                                                                          | 就任           | 離任           | 備註 |
| ----------------------------------------------------------------------------- | -------------- | -------------- | ---- |
| デニス・キャンベル・ブレイ Denis Campbell Bray 黎敦義                         | 1960年8月24日  | 1961年3月29日  |      |
| バーナード・ヴォーン・ウィリアムス Bernard Vaughan Williams 衛綸書            | 1961年3月29日  | 1963年7月15日  |      |
| 一時的に廃止（1963年7月〜1969年11月）                                         |                |                |      |
| ニコラス・スティーブン・ターンブル Nicolas Stephen Turnbull 段本良            | 1969年11月1日  | 1971年2月22日  |      |
| アンソニー・ゴードン・イーソン Anthony Gordon Eason 伊信                      | 1971年2月22日  | 1973年7月13日  |      |
| 翁築雄 YUNG Chuk Hung 翁築雄                                                  | 1973年7月13日  | 1973年9月2日   | 代理 |
| クライヴ・ウィリアム・ベイカー・オックスレイ Clive William Baker Oxley 岳士禮 | 1973年9月2日   | 1975年7月2日   |      |
| ロバート・アプトン Robert Upton 余敦                                          | 1975年7月2日   | 1977年12月7日  |      |
| コリン・ボッシャー Colin Bosher 布思仁                                        | 1977年12月7日  | 1980年11月24日 |      |
| 陳瑞璋                                                                        | 1980年11月24日 | 1982年10月1日  |      |

### 離島理民官
| 姓名                                                                     | 就任           | 離任          | 備註 |
| ------------------------------------------------------------------------ | -------------- | ------------- | ---- |
| デヴィッド・エイカー＝ジョーンズ David Akers-Jones 鍾逸傑                | 1960年11月27日 | 1961年7月21日 |      |
| ジェームズ・ヘイズ James William Hayes 許舒                              | 1961年8月7日   | 1963年1月2日  |      |
| ヘンリー・マイケル・アラン・ブリストー Henry Michael Alan Bristow 費士陶 | 1963年1月2日   | 1963年7月15日 |      |
| 一時的に廃止（1963年7月〜1969年11月）                                    |                |               |      |
| 郭恵康 郭惠康                                                            | 1969年11月1日  | 1972年1月28日 |      |
| 呉沢霖 吳澤霖                                                            | 1972年1月28日  | 1973年8月28日 |      |
| 許雄 (香港) Adolf Hsu Hsung 許雄                                         | 1973年8月28日  | 1974年4月8日  |      |
| 頼国鍈 Albert LAI 賴國鍈                                                 | 1974年4月8日   | 1976年7月9日  |      |
| 徐均平                                                                   | 1976年7月9日   | 1977年9月12日 |      |
| 翁築雄 YUNG Chuk Hung 翁築雄                                             | 1977年9月12日  | 1979年8月28日 |      |
| 羅家駿                                                                   | 1979年8月28日  | 1981年2月16日 |      |
| 霍小通                                                                   | 1981年2月16日  | 1981年7月27日 |      |
| 馮載祥 Ricky Fung Choi Cheung 馮載祥                                     | 1981年7月27日  | 1982年10月1日 |      |

### 大埔理民官
| 姓名                                                                                  | 就任           | 離任           | 備註 |
| ------------------------------------------------------------------------------------- | -------------- | -------------- | ---- |
| ウィリアム 威林                                                                       | 1948年3月20日  | 1949年5月16日  |      |
| ドナルド・コリンズ・コーミン・ラディントン Donald Collin Cumyn Luddington 陸鼎堂      | 1949年5月16日  | 1950年4月18日  |      |
| パトリック・バノン・ドッジ Patrick Vernon Dodge 鐸慈                                  | 1950年4月18日  | 1950年9月2日   |      |
| ブライアン・デニス・ウィルソン Brian Denis Wilson 惠柳新                              | 1950年9月2日   | 1951年6月3日   |      |
| ジョン・フィリップ・アゼラッパ John Philip Aserappa 區歲樂                            | 1951年6月3日   | 1953年2月2日   |      |
| パトリック・バノン・ドッジ Patrick Vernon Dodge 鐸慈                                  | 1953年2月2日   | 1954年2月26日  |      |
| デニス・キャンベル・ブレイ Denis Campbell Bray 黎敦義                                 | 1954年2月26日  | 1954年11月15日 |      |
| パトリック・バノン・ドッジ Patrick Vernon Dodge 鐸慈                                  | 1954年11月15日 | 1955年8月6日   |      |
| デニス・キャンベル・ブレイ Denis Campbell Bray 黎敦義                                 | 1955年8月6日   | 1956年6月1日   |      |
| ジョン・フィリップ・アゼラッパ John Philip Aserappa 區歲樂                            | 1956年6月1日   | 1956年6月13日  |      |
| ジョン・チャールズ・クリーシー・ウォルデン John Charles Creasey Walden 華樂庭         | 1956年6月13日  | 1961年1月27日  |      |
| ジェフリー・チャールズ・マルティノー・ラプトン Geoffrey Charles Martineau Lupton 陸端 | 1961年1月27日  | 1964年4月13日  |      |
| ヒュー・ウィリアムズ (植民地官僚) Hugh Williams 韋彥慈                                | 1964年4月13日  | 1966年1月24日  |      |
| トレヴァー・ジョン・ベッドフォード Trevor John Bedford 鮑富達                         | 1966年1月24日  | 1967年11月30日 |      |
| ジェレミー・チャールズ・ヘンリー・マリオット Jeremy Charles Henry Marriott 馬禮樂     | 1967年11月30日 | 1970年4月17日  |      |
| ハルナム・シン・グレウォル Harnam Singh Grewal 高禮和                                 | 1970年4月17日  | 1973年1月19日  |      |
| アンソニー・ノエル・サヴェージ Anthony Noel Savage 石偉智                             | 1973年1月19日  | 1975年7月19日  |      |
| クライヴ・ウィリアム・ベイカー・オックスレイ Clive William Baker Oxley 岳士禮         | 1975年7月19日  | 1978年7月31日  |      |
| 蘇沢光 Jack So Chak Kwong 蘇澤光                                                      | 1978年7月31日  | 1978年9月11日  | 代理 |
| ピーター・エリック・ジョンソン Peter Eric Johnson 莊士信                              | 1978年9月11日  | 1979年10月1日  |      |
| 呉栄奎 Nicolas NG Wing-fui 吳榮奎                                                     | 1979年10月2日  | 1981年3月15日  |      |
| 羅家駿                                                                                | 1981年3月15日  | 1982年10月1日  |      |

### 沙田理民官
| 姓名                                                                | 就任          | 離任          | 備註 |
| ------------------------------------------------------------------- | ------------- | ------------- | ---- |
| 孫明揚 Michael Suen Ming-yeung 孫明揚                               | 1974年3月25日 | 1977年7月18日 |      |
| ジェラルド・エイディアン・ヒギンソン Gerald Aidian Higginson 許堅信 | 1977年7月18日 | 1980年3月21日 |      |
| パトリック・ヒュー・ヘイズ Patrick Hugh Hase 夏思義                 | 1980年3月22日 | 1982年7月27日 |      |
| 曽蔭権 Donald Tsang 曾蔭權                                          | 1982年8月3日  | 1982年10月1日 |      |

### 北區理民官
| 姓名                                                     | 就任          | 離任          | 備註                                               |
| -------------------------------------------------------- | ------------- | ------------- | -------------------------------------------------- |
| 呉栄奎 Nicolas NG Wing-fui 吳榮奎                        | 1979年8月2日  | 1979年10月2日 | 北區理民官を兼任しつつ、北区理民府の開設業務を担当 |
| ピーター・エリック・ジョンソン Peter Eric Johnson 莊士信 | 1979年10月2日 | 1982年7月19日 |                                                    |
| スチュアート・ハービンソン Stuart Harbinson 夏秉純       | 1982年7月19日 | 1982年10月1日 |                                                    |

### 元朗理民官
| 姓名                                                                              | 就任           | 離任           | 備註 |
| --------------------------------------------------------------------------------- | -------------- | -------------- | ---- |
| エドモンド・ブリンスリー・ティーズデール Edmund Brinsley Teesdale 戴斯德          | 1948年3月20日  | 1950年9月2日   |      |
| パトリック・バノン・ドッジ Patrick Vernon Dodge 鐸慈                              | 1950年9月25日  | 1950年12月1日  | 代理 |
| ジョン・フィリップ・アゼラッパ John Philip Aserappa 區歲樂                        | 1950年12月1日  | 1951年5月31日  |      |
| 徐家祥 Paul Tsui Ka-cheung 徐家祥                                                 | 1951年5月31日  | 1953年9月21日  |      |
| ブライアン・デニス・ウィルソン Brian Denis Wilson 惠柳新                          | 1953年9月21日  | 1955年3月12日  |      |
| アーサー・パトリック・リチャードソン Arthur Patrick Richardson 李作新             | 1955年3月12日  | 1957年2月11日  |      |
| アンソニー・トーマス・レジナルド・ジャクソン Anthony Thomas Reginald Jackson 翟誠 | 1957年2月11日  | 1958年12月8日  |      |
| ノーマン・バーガス・フレイザー Norman Burgess Fraser 符禮修                       | 1958年12月8日  | 1962年5月19日  |      |
| デヴィッド・エイカー＝ジョーンズ David Akers-Jones 鍾逸傑                         | 1962年5月19日  | 1967年7月31日  |      |
| ジェームス・ウィンドロウ・スイートマン James Windrow Sweetman 薛文                | 1967年7月31日  | 1970年1月26日  |      |
| ジョン・アーサー・タウナー John Arthur Towner 鄧樂                                | 1970年1月26日  | 1970年12月21日 |      |
| パトリック・ジョン・ウィリアムソン Patrick John Williamson 韋能信                 | 1970年12月21日 | 1974年4月8日   |      |
| 許雄 (香港) Adolf Hsu Hsung 許雄                                                  | 1974年4月8日   | 1977年4月1日   |      |
| マイケル・デイビット・カートランド Michael David Cartland 簡德倫                  | 1977年4月1日   | 1979年6月24日  |      |
| 馮国強 馮國強                                                                     | 1979年6月25日  | 1982年6月21日  |      |
| ジェームズ・キンガン・ウィルソン James Kingan Wilson 韋仁信                       | 1982年6月21日  | 1982年10月1日  |      |

### 屯門理民官
| 姓名                                                     | 就任          | 離任          | 備註 |
| -------------------------------------------------------- | ------------- | ------------- | ---- |
| 藍鴻震 David Lan 藍鴻震                                  | 1974年4月1日  | 1975年9月1日  |      |
| アンソニー・ポール・ベネット Anthony Paul Bennett 彭東爾 | 1975年9月1日  | 1976年5月25日 |      |
| ピーター・ヒュー・ウォーカー Peter Hugh Walker 華樂嘉    | 1976年5月25日 | 1976年8月8日  | 代理 |
| 呉国泰 吳國泰                                            | 1976年8月9日  | 1980年2月22日 |      |
| 林中麟 Billy Lam Chung Lun 林中麟                        | 1980年2月22日 | 1982年10月1日 |      |